# Liste der Bodendenkmale in Selsingen
In der Liste der Bodendenkmale in Selsingen sind die Bodendenkmale der niedersächsischen Gemeinde Selsingen aufgeführt. Die Quelle ist der Denkmalatlas Niedersachsen. 
Der Stand der Liste ist der 11. Dezember 2024.
Allgemein

Selsingen im Landkreis Rotenburg (Wümme)

In den Spalten finden sich folgende Informationen des Bodendenkmales:
Lagegeographische Koordinaten
BezeichnungBezeichnung lt. Denkmalatlas
BeschreibungBeschreibung lt. Denkmalatlas
IDObjekt-ID
BildBild, ggf. zusätzlich mit Link zu weiteren Fotos im Medienarchiv Wikimedia Commons.

## Granstedt
| Lage                        | Bezeichnung                    | Beschreibung | ID       | Bild |
| --------------------------- | ------------------------------ | --- | -------- | ---- |
| 53° 20′ 47″ N, 9° 10′ 27″ O | Granstedt 9, Grabhügel         | Durchmesser ca. 20 m und Höhe ca. 1,5 m. Annähernd rund. Am Südwest-Rand kleinere Abgrabung. Einkuhlungen. | 28967355 | BW   |
| 53° 20′ 57″ N, 9° 10′ 15″ O | Granstedt 10, Grabhügel        | Durchmesser ca. 30 m und Höhe ca. 2,5 m. Ebenmäßig hoch gewölbt, Rand deutlich abgesetzt. Kuppe abgeflacht, mit alten, teils eingefallenen Schützengräben überzogen. Im Nord-Teil alte, weite Abgrabung. | 28967356 | BW   |
| 53° 21′ 0″ N, 9° 10′ 18″ O  | Granstedt 12, Grabhügel        | Durchmesser ca. 23 m und Höhe ca. 1,8 m. Ebenmäßig hoch gewölbt, Rand abgesetzt. In der Kuppe trichterförmige, alte Eingrabung. | 28967359 | BW   |
| 53° 21′ 21″ N, 9° 9′ 37″ O  | Granstedt 31, Grabhügel        | Rekonstruktion der östlichen Hälfte des Grabhügels als aufgeschnittenes Modell im Maßstab 1:1 mit 15 m Dm. und 1,6 m H. Zwei Fenster geben den Blick in das Innere des Hügels frei. Der 1979 bereits weitgehend planierte Grabhügel wurde 1983 durch die Kreisarchäologie untersucht. Er enthielt zwei Steinsetzungen mit Bestattungen der Trichterbecherkultur. Pfostenverfärbungen lassen auf eine ehemals vorhandene hölzerne Grabkammer schließen. Die Anlage wurde 1983/84 rekonstruiert. | 28965753 | BW   |
| 53° 21′ 26″ N, 9° 9′ 21″ O  | Granstedt 36, Grabhügel        | Durchmesser ca. 17 m und Höhe ca. 1,7 – 1,8 m. Rundlich. Auf natürlicher Kuppe aufgesetzt. Einkuhlungen; Mulde in der Kuppe. Im Nordosten durch Weg zu ca. einem Drittel abgetragen und steil geböscht, Süd-Seite durch Weg angeschnitten. Sehr wahrscheinlich aus Heideplaggen errichtet, wie eine Bohrung im Jahre 2000 ergab. | 28965757 | BW   |
| 53° 21′ 41″ N, 9° 10′ 15″ O | Granstedt 40, Grabhügel        | Durchmesser ca. 13 m und Höhe ca. 1 m. Annähernd rund. Im Zentrum alte Eingrabung und weitere Einkuhlungen. | 28967252 | BW   |
| 53° 22′ 9″ N, 9° 9′ 4″ O    | Granstedt 45, Grabhügel        | Durchmesser ca. 24 m und Höhe ca. 2,4 m. Durch die hohe Lage besonders herausragend. Gleichmäßig geformt, Mitte abgeflacht, Rand deutlich abgesetzt. In der Kuppe alte Eingrabung von 2 × 2 m und T. 0,5 m. | 28967366 | BW   |
| 53° 22′ 9″ N, 9° 9′ 30″ O   | Granstedt 51, Grabhügel        | Durchmesser ca. 27 m und Höhe ca. 1,8 m. Ebenmäßig und hoch gewölbt. Rand abgesetzt, im Südosten abgetragen. Im Nord-Teil alte Eingrabung. | 28967367 | BW   |
| 53° 21′ 50″ N, 9° 10′ 44″ O | Granstedt 53, Grabhügel        | Durchmesser ca. 22,5 m und Höhe ca. 1,2 m. Weit, abgeflacht, Rand schwach abgesetzt. Etliche alte, weite, verwaschene Einsenkungen. Südwest-Rand alt abgetragen und zerstört; im Nordost-Teil von Nordwest nach Südost grabenartige Eintiefung einer Kartoffelmiete. | 28967369 | BW   |
| 53° 22′ 49″ N, 9° 7′ 48″ O  | Granstedt 106, Motte (Borbarg) | Fast rechteckiger, an der Nord- und Ostseite abgerundeter Turmhügel von 35 – 45 m Durchmesser, der sich mit 2 – 2,5 m Höhe in der sehr nassen Niederung der Oste erhebt. Die Fläche ist in der Mitte leicht gemuldet und der Rand abgesetzt. Umlaufender Graben von etwa 8 m Breite ist kaum noch erkennbar. Östlich, zum Flussufer hin, zwei schwache, ovale wallartige Bodenerhebungen mit dazwischen liegenden flachen Gräben. Schriftquellen die sich auf die Burg beziehen ließen, sind nicht bekannt. Wie für die Altenburg bei Ober Ochtenhausen wird auch für den „Borbarg“ (Burgberg) vermutet, dass er im Besitz des Bremer Ministerialengeschlechts der Herren von Ochtenhausen war. Die Motte hätte dann die ältere Wallburg zu einem unbekannten Zeitpunkt abgelöst. | 28965763 | BW   |

### Granstedt 14
- ID:28967001
- Gruppe von ehemals vier Grabhügeln, von denen drei mit 13,5 – 19,5 m Durchmesser und 0,6 – 1 m Höhe erhalten sind.

| Lage                      | Bezeichnung  | Beschreibung | ID       | Bild |
| ------------------------- | ------------ | --- | -------- | ---- |
| 53° 21′ 8″ N, 9° 9′ 54″ O | Granstedt 14 | Durchmesser ca. 15,5 m und Höhe ca. 0,7 m. Ebenmäßig schwach gewölbt; Rand kaum abgesetzt. Oberfläche zerkuhlt.                                                                                         | 28966997 | BW   |
| 53° 21′ 8″ N, 9° 9′ 47″ O | Granstedt 16 | Durchmesser ca. 19,5 m und Höhe ca. 0,6 m. Flach und weit gewölbt; Rand schwach abgesetzt. In der Mitte weite, alte Eingrabung; unmittelbar am Nord- und West-Rand Ackerfläche, am Süd-Rand Fahrspuren. | 28966998 | BW   |
| 53° 21′ 7″ N, 9° 9′ 45″ O | Granstedt 17 | Durchmesser ca. 13,5 m und Höhe ca. 1 m. Ebenmäßig gewölbt; Rand schwach abgesetzt, teilweise allmählich auslaufend. Kuppe abgeflacht. Alter Schützenstand und eingefallene Gräben.                     | 28966999 | BW   |

### Granstedt 18
- ID:28965756
- Gruppe von ehemals vermutlich zwölf Hügeln mit Großsteingräbern und vier Grabhügeln mit Erdgräbern. Erhalten sind drei Hügel, die laut A. Bachmann (1929) wahrscheinlich Steinkammern enthalten haben, ein Grabhügel bei dem keine Anhaltspunkte für eine Steinkammer vorliegen, und ein rekonstruierter Grabhügel, der nichtmegalithische Gräber der Trichterbecherkultur enthielt. Alle übrigen Hügel sind obertägig zerstört.

| Lage                       | Bezeichnung                 | Beschreibung | ID       | Bild           |
| -------------------------- | --------------------------- | --- | -------- | -------------- |
| 53° 21′ 19″ N, 9° 9′ 29″ O | Granstedt 26, Großsteingrab | Weiter, flacher Erdhügel, Dm. 23 m, H. 1 m. Rand abgesetzt, im Norden und Westen geringfügig angepflügt. Große Teile der alten, gewölbten Oberfläche abgetragen, daher uneben mit Einsenkungen; einzelne Steine freiliegend. Der Hügel soll eine Steinkammer enthalten haben, die 1929 ausgehoben war. Die Deutung als Großsteingrab lässt sich vom heutigen Befund her nicht verifizieren, sie beruht auf den älteren Angaben. | 28965749 | Weitere Bilder |
| 53° 21′ 19″ N, 9° 9′ 31″ O | Granstedt 27, Großsteingrab | Rundlicher Hügel, Dm. 14 m, H. 1 m, im östlichen Bereich etwas niedriger. Rand schwach abgesetzt; im Südosten und Norden leicht abgegraben. Oberfläche uneben, bis auf die jetzige Höhe abgetragen von im Jahre 1929 noch ca. 1,6 – 1,8 m H. Der Hügel soll eine Steinkammer enthalten haben, die 1929 ausgehoben war; es wurden noch Feldsteine, möglicherweise von einer Steinpackung, beobachtet. Die Deutung als Großsteingrab lässt sich vom heutigen Befund her nicht verifizieren; sie beruht auf den älteren Angaben. | 28965746 | Weitere Bilder |
| 53° 21′ 20″ N, 9° 9′ 33″ O | Granstedt 28, Grabhügel     | Durchmesser ca. 10 m und Höhe ca. 0,5 m. Flach gewölbt, Rand allmählich auslaufend. Oberfläche uneben; alt bis auf jetzige Höhe abgetragen. Am Nordwest-Rand weitere Abtragungen. | 28965751 | BW             |
| 53° 21′ 20″ N, 9° 9′ 34″ O | Granstedt 29, Großsteingrab | Zwei aneinanderstoßende Erdhügel von 10,5 und 9,5 m Dm. und 1 bzw. 0,7 m H. Im West-Teil alte verwaschene Eingrabungen, darin ein Felsstein sichtbar; am Nord-, Nordwest- und Süd-Rand alte Angrabungen; Nord-Rand geringfügig angepflügt. Im Ost-Teil verwaschene Hügelreste; Oberfläche uneben, einzelne Steine freiliegend; alte Oberfläche auf heutige Höhe abgetragen. 1929 als ein – bereits ausgehöhlter – Langhügel mit Dm. etwa 25 × 17 m in Nordost-Südwest-Richtung und H. ca. 1,7 m. beschrieben. Es ist daher davon auszugehen, dass hier nur ein überhügeltes, später seiner Steine beraubtes Großsteingrab gelegen hat. | 28965752 | Weitere Bilder |

### Granstedt 61
- ID:28965633
- Grabhügelfeld

| Lage                       | Bezeichnung   | Beschreibung | ID       | Bild |
| -------------------------- | ------------- | --- | -------- | ---- |
| 53° 21′ 16″ N, 9° 12′ 5″ O | Granstedt 61  | Groß, weit, ursprünglicher Dm. 18 m, jetzt 17 × 14 m in Südwest-Nordost-Richtung; H. bis 0,6 m. Gleichmäßig gewölbt, Rand weit auslaufend. Westlicher Bereich abgegraben, südöstliches Drittel überpflügt. Zwei kleine Findlinge. 1981 konnte in der westlichen Abbruchkante der Aufbau des Grabhügels aus Plaggen festgestellt werden. | 28965616 | BW   |
| 53° 21′ 15″ N, 9° 12′ 4″ O | Granstedt 62  | Durchmesser ca. 12 – 13 m und Höhe ca. 0,3 m. Groß, rundlich. Kuppe abgeflacht; Rand flach auslaufend. Im Südosten angepflügt, hier sind Steinlagen sichtbar. Bereits 1928 wurde eine größere Anzahl meist etwa kopfgroßer Feldsteine aus dem Hügel ausgepflügt. Ein Findling und Lesesteinablagerungen.                                | 28965622 | BW   |
| 53° 21′ 8″ N, 9° 9′ 54″ O  | Granstedt 110 | Ehemals annähernd rund, Dm. ca. 14 m; erhalten ist heute nur ein 2 m breiter Streifen parallel zur Gemarkungsgrenze; H. 0,4 m. 1981 wurde der Aufbau des Grabhügels aus Plaggen festgestellt. | 28965624 | BW   |
| 53° 21′ 17″ N, 9° 12′ 6″ O | Granstedt 111 | Durchmesser ca. 6 m und Höhe ca. 0,3 m. Klein, rund. Ebenmäßig gewölbt, Rand auslaufend. Aufgrund von aufgeschütteter Erde und Steinen kaum als solcher zu erkennen. | 28965628 | BW   |

### Ober Ochtenhausen 32
- ID:28965879
- Gruppe von ursprünglich 13 Grabhügeln, davon acht in der Gemarkung Ober Ochtenhausen, zwei auf der Gemeindegrenze zwischen Ober Ochtenhausen und Granstedt und drei weitere in der Gemarkung Granstedt. Bis auf einen Grabhügel in der Gemarkung Ober Ochtenhausen sind alle obertägig erhalten. Ihr Durchmesser liegt bei 7 – 28 Meter, die Höhe bei 0,5 – 3 Meter.

| Lage                       | Bezeichnung  | Beschreibung | ID       | Bild |
| -------------------------- | ------------ | --- | -------- | ---- |
| 53° 22′ 22″ N, 9° 8′ 54″ O | Granstedt 46 | Durchmesser ca. 12,5 m und Höhe ca. 0,6 m. Ebenmäßig flach gewölbt; Rand schwach abgesetzt. | 28965870 | BW   |
| 53° 22′ 22″ N, 9° 8′ 54″ O | Granstedt 47 | Durchmesser ca. 14,5 m und Höhe ca. 1,1 m. Ebenmäßig gewölbt, Rand abgesetzt. | 28965875 | BW   |
| 53° 22′ 22″ N, 9° 8′ 55″ O | Granstedt 48 | Durchmesser ca. 12 m und Höhe ca. 0,6 m. Ehemals annähernd rund. Ebenmäßig gewölbt, Rand nach Nord und Nordost schwach abgesetzt. Nordwest-Viertel von alter Wegespur angeschnitten und abgetragen.       | 28965874 | BW   |
| 53° 22′ 22″ N, 9° 8′ 53″ O | Granstedt 49 | Durchmesser ca. 10 m und Höhe ca. 0,5 m. Von Fahrspur in Südwest-Nordost-Richtung überzogen. Im Südosten stößt der Grenzgraben zwischen den Gemeinden Selsingen und Sandbostel an.                        | 28965871 | BW   |
| 53° 22′ 23″ N, 9° 8′ 55″ O | Granstedt 50 | Durchmesser ca. 14 m und Höhe ca. 0,7 – 1,3 m. Annähernd rund. Süd-Teil unregelmäßig geformt. Vom Grenzgraben zwischen den Gemeinden Selsingen und Sandbostel in Südwest-Nordost-Richtung durchschnitten. | 28965873 | BW   |

## Haaßel
| Lage                        | Bezeichnung          | Beschreibung | ID       | Bild |
| --------------------------- | -------------------- | --- | -------- | ---- |
| 53° 21′ 56″ N, 9° 15′ 42″ O | Haaßel 5, Grabhügel  | Durchmesser ca. 12 m und Höhe ca. 0,8 m. Annähernd rund. Oberfläche durch alte Eingrabungen uneben; Fahrspur in Ost-West-Richtung. Südrand leicht durch Waldweg berührt.    | 28961917 | BW   |
| 53° 21′ 50″ N, 9° 15′ 46″ O | Haaßel 9, Grabhügel  | Durchmesser ca. 19,5 m und Höhe ca. 0,65 m. Annähernd rund. Rand abgesetzt, im Süden auslaufend; im Norden durch Fahrspur beschädigt. Im Nord-Teil alte Eingrabung.         | 28961920 | BW   |
| 53° 21′ 32″ N, 9° 15′ 37″ O | Haaßel 14, Grabhügel | Grabhügelrest. Ehemals rundlich, Dm. ca. 7 m. Südlicher Bereich zu ca. zwei Dritteln abgetragen; H. im Norden noch bis 0,4 m; Gelände nach Süden und Westen weiter fallend. | 28961769 | BW   |

### Haaßel 17
- ID:28961790
- Gruppe von ehemals neun bis elf Grabhügeln mit Dm. 7 – 21 m und H. 0,5 – 1,6 m, von denen noch vier erhalten sind.

| Lage                        | Bezeichnung | Beschreibung | ID       | Bild |
| --------------------------- | ----------- | --- | -------- | ---- |
| 53° 21′ 38″ N, 9° 15′ 18″ O | Haaßel 23   | Durchmesser ca. 12 m und Höhe ca. 0,5 m. Rundlich. Gleichmäßig gewölbt. In der Kuppe alte Einsenkung mit ca. T. 0,5 m. Im Hügel zahlreiche Tierbaue.                                            | 28961785 | BW   |
| 53° 21′ 39″ N, 9° 15′ 17″ O | Haaßel 24   | Durchmesser ca. 21 m und Höhe ca. 1,4 m. Rundlich. Rand deutlich abgesetzt, nach Westen flach auslaufend. Auf der Kuppe Störung durch halbkreisförmige alte Eingrabung und kleine Einkuhlungen. | 28961783 | BW   |
| 53° 21′ 40″ N, 9° 15′ 21″ O | Haaßel 25   | Grabhügelrest. Ehemals rundlich, Dm. 11 m; Nord-Hälfte im Acker abgetragen. Noch 5 m in Nord-Süd-Richtung erhalten; H. 0,3 m. Im Osten in großer freiliegender Findling.                        | 28961787 | BW   |
| 53° 21′ 40″ N, 9° 15′ 20″ O | Haaßel 26   | Durchmesser ca. 12 m und Höhe ca. 0,4 m. Annähernd rund. Starke Störung durch Tierbaue und eine Eingrabung in der Mitte.                                                                        | 28961789 | BW   |

### Haaßel 39
- ID:28961909
- Gruppe von ehemals neun Grabhügeln in dichter Lage, von denen acht mit Dm. 10 – 27 m, H. 0,6 – 1,7 m erhalten sind. Im Bereich des durch Sandabbau zerstörten Grabhügels wurde eine Flintspeerspitze gefunden.

| Lage                        | Bezeichnung | Beschreibung | ID       | Bild |
| --------------------------- | ----------- | --- | -------- | ---- |
| 53° 21′ 47″ N, 9° 15′ 4″ O  | Haaßel 39   | Durchmesser ca. 12,5 m und Höhe ca. 0,8 m. Annähernd rund. Rand flach auslaufend. Auf der Kuppe Störungen.                                                            | 28961900 | BW   |
| 53° 21′ 46″ N, 9° 15′ 4″ O  | Haaßel 40   | Durchmesser ca. 20 m und Höhe ca. 1,5 m. Rundlich. Ebenmäßig gewölbt mit flacher Kuppe. Rand deutlich abgesetzt. In der Kuppenmitte und im Südwesten Einsenkungen.    | 28961901 | BW   |
| 53° 21′ 45″ N, 9° 15′ 5″ O  | Haaßel 41   | Durchmesser ca. 16,5 m und Höhe ca. 0,8 m. Rundlich. Gelände nach Süden weiter fallend. Flache Kuppe; Rand abgesetzt, nach Westen auslaufend. Störung durch Tierbaue. | 28961902 | BW   |
| 53° 21′ 45″ N, 9° 15′ 6″ O  | Haaßel 42   | Durchmesser ca. 12 m und Höhe ca. 0,5 m. Rundlich. Rand undeutlich, im Osten durch Fahrspur beschädigt. Flache Einkuhlungen.                                          | 28961903 | BW   |
| 53° 21′ 45″ N, 9° 15′ 8″ O  | Haaßel 43   | Durchmesser ca. 14,3 m und Höhe ca. 0,5 m. Annähernd rund. Rand im Osten undeutlich.                                                                                  | 28961904 | BW   |
| 53° 21′ 38″ N, 9° 15′ 18″ O | Haaßel 44   | Durchmesser ca. 18 m und Höhe ca. 0,5 m. Rundlich. Kuppe abgeflacht. Rand im Norden und Osten fließend auslaufend.                                                    | 28961905 | BW   |
| 53° 21′ 44″ N, 9° 15′ 10″ O | Haaßel 45   | Durchmesser ca. 13 m und Höhe ca. 0,6 m. Flach gewölbt. Besonders am Süd-Rand einige flache Eingrabungen; auf der Nord-Hälfte in Ost-West-Richtung alte Rückespur.    | 28961906 | BW   |
| 53° 21′ 44″ N, 9° 15′ 11″ O | Haaßel 46   | Durchmesser ca. 10 m und Höhe ca. 0,5 m. Rundlich. Ränder fließend auslaufend. Grabhügel schwer zu erkennen.                                                          | 28961907 | BW   |

## Lavenstedt
| Lage                        | Bezeichnung               | Beschreibung | ID       | Bild |
| --------------------------- | ------------------------- | --- | -------- | ---- |
| 53° 20′ 43″ N, 9° 10′ 37″ O | Lavenstedt 7, Grabhügel   | Durchmesser ca. 15 m und Höhe ca. 1,3 m. Ebenmäßig gewölbt. In der Mitte alte Eingrabung; an der West-, Süd- und Ost-Seite abgegraben; in Abbruchkanten Steine sichtbar. Ränder stark angepflügt.                                                                                                  | 28966801 | BW   |
| 53° 20′ 37″ N, 9° 10′ 28″ O | Lavenstedt 12, Grabhügel  | Durchmesser ca. 15 m und Höhe ca. 1,3 m. Ebenmäßig gewölbt, Rand abgesetzt, im Norden von Weg leicht angeschnitten. In der Mitte alte Eingrabung; im Westen und Osten Störungen durch Tierbauten, im Süden mehrere herausgepflügte Steine.                                                         | 28966802 | BW   |
| 53° 20′ 39″ N, 9° 10′ 27″ O | Lavenstedt 13, Grabhügel  | Ursprünglich Dm. 22 m, heute in Nord–Süd–Richtung Dm. nur noch 16 m, da der Rand im Norden durch landwirtschaftliche Arbeiten abgetragen wurde. H. 0,9 m. Weit und flach gewölbt. Rand schwach abgesetzt; im Norden und Süden von Acker angeschnitten und angepflügt. Flache Einsenkungen.         | 28966803 | BW   |
| 53° 20′ 40″ N, 9° 10′ 21″ O | Lavenstedt 15, Grabhügel  | Durchmesser ca. 19 m und Höhe ca. 1,2 m. Ebenmäßig gewölbt, Rand schwach abgesetzt. In der Mitte alte, verwaschene Einsenkung; im Nordosten Eingrabung von 0,5 × 2 m; im Südteil flache ringgrabenartige Einsenkung.                                                                               | 28966804 | BW   |
| 53° 20′ 34″ N, 9° 10′ 26″ O | Lavenstedt 16, Grabhügel  | Durchmesser ca. 22,5 m und Höhe ca. 2,2 m. Ebenmäßig hoch gewölbt, Rand stark abgesetzt. Oberfläche der Südost-Hälfte alt abgetragen; in der West-Hälfte flache Einsenkung. | 28966736 | BW   |
| 53° 20′ 37″ N, 9° 10′ 33″ O | Lavenstedt 17, Grabhügel  | Durchmesser ca. 22,7 m und Höhe ca. 1,8 m. Ebenmäßig weit gewölbt, Rand schwach abgesetzt. Etliche kleinere Eingrabungen und Einsenkungen; im Nordwest- und Süd-Teil größere alte Eingrabungenen. Im Rand teilweise flache ringgrabenartige Einsenkung. Ringsum einzelne große Steine freiliegend. | 28966805 | BW   |
| 53° 20′ 28″ N, 9° 10′ 32″ O | Lavenstedt 18, Grabhügel  | Durchmesser ca. 23,5 m und Höhe ca. 2 m. Ebenmäßig gewölbt, Rand abgesetzt. Alte Eingrabungen; an der West-Seite alte Tierbaue. | 28966807 | BW   |
| 53° 20′ 37″ N, 9° 10′ 40″ O | Lavenstedt 22, Grabhügel  | Durchmesser ca. 21 m und Höhe ca. 1,4 m. Ebenmäßig gewölbt, Rand schwach abgesetzt. Von West nach Ost ca. 4 – 5 m breite hohlwegartige Abgrabung, wahrscheinlich Deckung für Fahrzeuge oder Panzer im 2. Weltkrieg. Im Norden grenzt ein Waldweg an.                                               | 28966800 | BW   |
| 53° 20′ 22″ N, 9° 11′ 8″ O  | Lavenstedt 34, Grabhügel  | Oval in West-Ost-Richtung, Dm 15 × 13 m; H. 1,3 m. Ebenmäßig gewölbt, Rand abgesetzt, im Süden abgepflügt, In der Mitte alte, flache Eingrabung. | 28967057 | BW   |
| 53° 20′ 23″ N, 9° 11′ 10″ O | Lavenstedt 35, Grabhügel  | Durchmesser ca. 15,5 m und Höhe ca. 1 m. Ebenmäßig gewölbt, Kuppe abgeflacht; Rand allmählich auslaufend. Alte Eingrabungen. | 28967058 | BW   |
| 53° 20′ 21″ N, 9° 13′ 8″ O  | Lavenstedt 55, Grabhügel  | Ursprünglicher Dm. 18,1 m; durch Störungen am Ost-, Süd- und Westrand durch landwirtschaftliche Arbeiten Dm. nur noch 13 m. H. 1,6 m; ebenmäßig gewölbt, Rand abgesetzt. Alte Einsenkungen. Sichtbar ein großer Findling sowie kleinere Granitsteine.                                              | 28967308 | BW   |
| 53° 20′ 22″ N, 9° 13′ 6″ O  | Lavenstedt 57, Grabhügel  | Durchmesser ca. 18,1 m und Höhe ca. 2,5 m. Ebenmäßig hoch gewölbt. Rand stark abgesetzt; im Norden angepflügt. In der Mitte alte weite Eingrabung. Am Rand zahlreiche Findlinge freiliegend. | 28967309 | BW   |
| 53° 20′ 20″ N, 9° 13′ 0″ O  | Lavenstedt 58, Grabhügel  | Durchmesser ca. 17 m und Höhe ca. 1,7 m. Ebenmäßig hoch gewölbt; Rand deutlich abgesetzt, außer auf der Nord-Seite abgepflügt. In der Mitte alte, weite Eingrabung von etwa 3,5 m Dm., darin Steine freiliegend.                                                                                   | 28967315 | BW   |
| 53° 20′ 17″ N, 9° 13′ 1″ O  | Lavenstedt 59, Grabhügel  | Durchmesser ca. 23 m und Höhe ca. 1,6 m. Ebenmäßig hoch gewölbt, Kuppe abgeflacht. Rand abgepflügt. In der Mitte alte, flache Eingrabungen und zwei Granitsteine. Auf der West-Seite zahlreiche Findlinge freiliegend.                                                                             | 28967313 | BW   |
| 53° 20′ 11″ N, 9° 13′ 8″ O  | Lavenstedt 60, Grabhügel  | Durchmesser ca. 15 m und Höhe ca. 0,8 m. Ebenmäßig gewölbt, Rand abgesetzt. In der Kuppe flache Einsenkung. Süd-Rand bei Planierungsarbeiten angeschnitten und zerstört. Im Norden zahlreiche Findlinge freiliegend.                                                                               | 28967312 | BW   |
| 53° 20′ 14″ N, 9° 12′ 57″ O | Lavenstedt 77, Grabhügel  | Durchmesser ca. 26 m und Höhe ca. 2,5 m. Ebenmäßig hoch gewölbt, Rand abgesetzt. In der Mitte flache alte grabenartige Eingrabung; kleinere Eintiefung im Ostteil. Im Rand Ringgraben eingetieft. Im Süden und Westen zwei Findlinge freiliegend. Im Osten grenzt unmittelbar ein Weg an.          | 28966691 | BW   |
| 53° 20′ 12″ N, 9° 12′ 52″ O | Lavenstedt 85, Grabhügel  | Durchmesser ca. 15 m und Höhe ca. 1,1 m. Ebenmäßig geformt, Mitte abgeflacht, Rand abgesetzt. Einzelne Tieröcher. | 28966693 | BW   |
| 53° 20′ 19″ N, 9° 10′ 57″ O | Lavenstedt 125, Grabhügel | Durchmesser ca. 18,7 m und Höhe ca. 1,1 m. Rand schwach abgesetzt. Zahlreiche alte, weite und tiefe Eingrabungen. | 28967320 | BW   |

### Lavenstedt 24
- ID:28966813
- Gruppe von fünf Grabhügeln, davon vier in Zeilenlage, ein Hügel etwas abseits im Süden. Dm. 6 – 18 m, H. 0,3 – 1,1 m.

| Lage                        | Bezeichnung   | Beschreibung | ID       | Bild |
| --------------------------- | ------------- | --- | -------- | ---- |
| 53° 20′ 34″ N, 9° 11′ 0″ O  | Lavenstedt 24 | Durchmesser ca. 17 m und Höhe ca. 1 m. Ebenmäßig gewölbt, Rand schwach abgesetzt. Einkuhlungen an Oberfläche; in der Mitte rechteckige Eingrabung mit Wall, wahrscheinlich Deckungs- oder Schützenloch aus dem 2. Weltkrieg. Quer über den Nord-Teil alter Wallaufwurf mit flachem Graben von West nach Ost. | 28966808 | BW   |
| 53° 20′ 34″ N, 9° 10′ 58″ O | Lavenstedt 25 | Durchmesser ca. 16 m und Höhe ca. 1,1 m. Ebenmäßig gewölbt, Rand abgesetzt. Einkuhlungen. In der Mitte eckige Eingrabung mit kleinem Wall, wahrscheinlich Schützenloch aus dem 2. Weltkrieg. Quer über den Nord-Rand alter Wall und Graben von West nach Ost. | 28966809 | BW   |
| 53° 20′ 34″ N, 9° 11′ 0″ O  | Lavenstedt 26 | Durchmesser ca. 14 m und Höhe ca. 0,8 m. Annähernd rund. Rand schwach abgesetzt. Oberfläche durch Einsenkungen unregelmäßig, an der Süd-Seite eine Einkerbung. Durch Rückearbeiten beschädigt. Annähernd rund, Dm. ca. 14 m; H. 0,8 m. Rand schwach abgesetzt. Oberfläche durch Einsenkungen unregelmäßig, an der Süd-Seite eine Einkerbung. Durch Rückearbeiten beschädigt. Von West nach Ost alter Wallaufwurf mit flachem Graben. Im Nordwesten Findling freiliegend. | 28966810 | BW   |
| 53° 20′ 34″ N, 9° 11′ 1″ O  | Lavenstedt 27 | Durchmesser ca. 6 m und Höhe ca. 0,3 m. Klein, annähernd rund. Ebenmäßig gewölbt; Rand schwach abgesetzt. | 28966811 | BW   |
| 53° 20′ 31″ N, 9° 11′ 2″ O  | Lavenstedt 28 | Durchmesser ca. 18 m und Höhe ca. 0,8 m. Weit, flach gewölbt; Rand schwach abgesetzt. In der Mitte ca. 6 m weite alte Eingrabung, im Süd-Rand eine flache, ringgrabenartige Eintiefung. | 28966812 | BW   |

### Lavenstedt 37
- ID:28966742
- Gruppe von vier Grabhügeln, von denen drei gut mit Dm. 19 – 25 m und H. 1 – 1,3 m erhalten sind.

| Lage                        | Bezeichnung    | Beschreibung | ID       | Bild |
| --------------------------- | -------------- | --- | -------- | ---- |
| 53° 20′ 12″ N, 9° 10′ 57″ O | Lavenstedt 37  | Durchmesser ca. 19,3 m und Höhe ca. 1,3 m. Ebenmäßig gewölbt, Rand allmählich auslaufend. Südost- und Nord-Hang von Vieh abgetreten.       | 28966735 | BW   |
| 53° 20′ 12″ N, 9° 10′ 59″ O | Lavenstedt 126 | Durchmesser ca. 19 m und Höhe ca. 0,6 m. Weit, flach und ebenmäßig gewölbt, Rand allmählich auslaufend, im Südwesten leicht beschädigt.    | 28966738 | BW   |
| 53° 20′ 13″ N, 9° 10′ 55″ O | Lavenstedt 127 | | 28966740 | BW   |
| 53° 20′ 12″ N, 9° 10′ 58″ O | Lavenstedt 137 | Durchmesser ca. 25 m und Höhe ca. 1,3 m. Annähernd rund. Ebenmäßig flach gewölbt, Rand fließend auslaufend. Flache Einsenkungen; Tierbaue. | 28966743 | BW   |

### Lavenstedt 39
- ID:28967192
- Gruppe von vier Grabhügeln, von denen zwei mit Dm. 25 bzw. 31 m und H. 2,5 m obertägig erhalten sind.

| Lage                        | Bezeichnung    | Beschreibung | ID       | Bild |
| --------------------------- | -------------- | --- | -------- | ---- |
| 53° 20′ 13″ N, 9° 11′ 25″ O | Lavenstedt 39  | Durchmesser ca. 31 m und Höhe ca. 2,5 m. Ebenmäßig hoch gewölbt; Rand deutlich abgesetzt, im Süden angepflügt. Zahlreiche alte Eingrabungen. Nordost-, Süd- und Südost-Teil abgetragen. Etliche Steine freiliegend.                       | 28967067 | BW   |
| 53° 20′ 13″ N, 9° 11′ 26″ O | Lavenstedt 40  | Ursprünglich Dm. 11,2 m, H. 0,7 m. Ebenmäßig gewölbt, Rand allmählich auslaufend; Süd-Teil alt abgetragen. Heute obertägig nicht mehr erkennbar.                                                                                          | 28967190 | BW   |
| 53° 20′ 10″ N, 9° 11′ 24″ O | Lavenstedt 41  | Durchmesser ca. 25 m und Höhe ca. 2,5 m. Ebenmäßig hoch gewölbt, Rand deutlich abgesetzt. In der Kuppe alte Eingrabung. Süd-Teil abgetragen. Im Südwesten flacher Absatz, wahrscheinlich durch alten Abtrag. Einzelne Steine freiliegend. | 28967193 | BW   |
| 53° 20′ 11″ N, 9° 11′ 23″ O | Lavenstedt 142 | Ursprünglich Dm. 13 m, H. 70 cm. Ebenmäßig gewölbt, Rand allmählich auslaufend. Heute obertägig nicht mehr erkennbar. | 28967194 | BW   |

### Lavenstedt 64
- ID:28966570
- Gruppe von ehemals mindestens 15 Grabhügeln, von denen elf mit 7,5 – 31 Meter Durchmesser und 0,3 – 3,5 Meter Höhe erhalten sind. Vier waren bereits 1930 weitgehend zerstört. Weitere Grabhügel wurden beim Planieren des Ackers südlich abgetragen.

| Lage                        | Bezeichnung   | Beschreibung | ID       | Bild |
| --------------------------- | ------------- | --- | -------- | ---- |
| 53° 20′ 19″ N, 9° 12′ 53″ O | Lavenstedt 64 | Durchmesser ca. 31 m und Höhe ca. 3 – 3,5 m. Ebenmäßig hoch gewölbt, Rand deutlich abgesetzt. Alte, tiefe weite Angrabung vom Nordwest-Rand bis zur Mitte. Am Ost-Rand von Nordost aus alte umfangreiche Abgrabung bis auf Bodenniveau. Einsenkungen im Süd-Teil. Im Nordwesten neun große Findlinge mit L. bis zu 2 m, im Südosten drei Findlinge freiliegend. | 28966319 | BW   |
| 53° 20′ 18″ N, 9° 12′ 54″ O | Lavenstedt 65 | Durchmesser ca. 7,5 m und Höhe ca. 0,4 m. Flach; Rand allmählich auslaufend, im Nordosten angeschnitten. Von Nord nach Süd eine Holzrückspur. | 28966332 | BW   |
| 53° 20′ 18″ N, 9° 12′ 54″ O | Lavenstedt 67 | Durchmesser ca. 9,7 m und Höhe ca. 0,3 m. Flach gewölbt, Rand sanft auslaufend. In der Oberfläche alte flache Einsenkungen. Am Nord-Rand freiliegender Findling. | 28966437 | BW   |
| 53° 20′ 17″ N, 9° 12′ 53″ O | Lavenstedt 68 | Durchmesser ca. 11 m und Höhe ca. 0,3 m. Ebenmäßig flach gewölbt, Rand sanft auslaufend. In der Mitte flache Einsenkung. Kaum mehr erkennbar. | 28966442 | BW   |
| 53° 20′ 17″ N, 9° 12′ 54″ O | Lavenstedt 70 | Durchmesser ca. 8,5 m und Höhe ca. 0,5 m. Ebenmäßig flach gewölbt; Rand sanft auslaufend. Am Südsüdwest–Rand flache Einsenkung. | 28966446 | BW   |
| 53° 20′ 17″ N, 9° 12′ 55″ O | Lavenstedt 72 | Durchmesser ca. 10,3 m und Höhe ca. 0,6 m. Ebenmäßig flach gewölbt; Rand allmählich auslaufend, im Osten angeschnitten. Im Nordwest-Teil flache alte Einsenkung; über den West-Teil Holzrückspur. | 28966447 | BW   |
| 53° 20′ 17″ N, 9° 12′ 54″ O | Lavenstedt 73 | Durchmesser ca. 8 m und Höhe ca. 0,5 m. Ebenmäßig gewölbt, Rand schwach abgesetzt. Tierbau um und auf dem Hügel. Am Ost-Rand ein Findling freiliegend. | 28966450 | BW   |
| 53° 20′ 16″ N, 9° 12′ 53″ O | Lavenstedt 74 | Durchmesser ca. 18 m und Höhe ca. 2,2 m. Ebenmäßig hoch gewölbt, Rand deutlich abgesetzt. In der Kuppe längliche, jetzt fast verwachsene Eingrabung von Südost nach Nordwest mit L. ca. 8 m und Br. ca. 4 m. | 28966452 | BW   |
| 53° 20′ 14″ N, 9° 12′ 52″ O | Lavenstedt 76 | Durchmesser ca. 16 m und Höhe ca. 1,2 m. Ebenmäßig hoch gewölbt, Kuppe abgeflacht mit flacher, weiter Einsenkung. Rand abgesetzt, im Norden durch Fahrspur leicht beschädigt. | 28966453 | BW   |
| 53° 20′ 14″ N, 9° 12′ 51″ O | Lavenstedt 78 | Durchmesser ca. 11,5 m und Höhe ca. 0,5 m. Ebenmäßig gewölbt, Kuppe abgeflacht. Rand nach Süden schwach abgesetzt, sonst allmählich auslaufend. In der eingesenkten Mitte ein Lesesteinhaufen. | 28966455 | BW   |
| 53° 20′ 14″ N, 9° 12′ 49″ O | Lavenstedt 79 | Durchmesser ca. 17,5 m und Höhe ca. 1 m. Ebenmäßig gewölbt, Rand abgesetzt. Gelände nach Süden weiter fallend. In der Kuppe alte weite Eingrabung; im Südwest-Rand neuere rechteckige Eingrabung. Im West-Rand ringgrabenartige flache Einsenkung, eventuell durch Entnahme von Steinen eines Steinkranzes.                                                     | 28966454 | BW   |

## Parnewinkel
| Lage                        | Bezeichnung              | Beschreibung | ID       | Bild |
| --------------------------- | ------------------------ | --- | -------- | ---- |
| 53° 23′ 48″ N, 9° 11′ 39″ O | Parnewinkel 4, Grabhügel | Durchmesser ca. 16 m und Höhe ca. 1 m. Rundlich. Einkuhlungen. Am Ost-Rand ein Findling freiliegend; am Nord-Rand kleine alte Abtragung und ein großer Findling. | 28965427 | BW   |
| 53° 23′ 49″ N, 9° 11′ 37″ O | Parnewinkel 5, Grabhügel | Durchmesser ca. 20 m und Höhe ca. 2 m. Rundlich. Nordöstliches Viertel durch Acker abgetragen. Große alte Schnitte / Gräben von Nordwest und Südost ins Zentrum. | 28965431 | BW   |

## Selsingen
| Lage                       | Bezeichnung             | Beschreibung | ID       | Bild |
| -------------------------- | ----------------------- | --- | -------- | ---- |
| 53° 21′ 8″ N, 9° 12′ 27″ O | Selsingen 22, Grabhügel | Durchmesser ca. 16 m und Höhe ca. 0,6 m. Weit, flach; Rand schwach abgesetzt, im Südwesten von Grenzgraben angeschnitten. Oberfläche durch etliche flache Einsenkungen unregelmäßig. | 28966343 | BW   |
| 53° 21′ 8″ N, 9° 12′ 31″ O | Selsingen 23, Grabhügel | Durchmesser ca. 19 m und Höhe ca. 0,8 m. Ebenmäßig geformt, Oberfläche abgeflacht, Rand schwach abgesetzt. Kuppe weit und alt eingesenkt. Südost-Rand durch Viehtritt angeschnitten. | 28966346 | BW   |